# Hopliini
Hopliini — триба пластинчастовусих жуків підродини хрущі. Об'єднує майже 1200 видів, поширених у всіх біогеографічних областях, окрім Неотропіки та Австралазії.
Рослинноїдні жуки, причому деякі є поліфагами, тоді як інші коеволюціонували з конкретними квітковими рослинами, виступаючи як запилювачі. Особливо тісні зв'язки гоплії розвинули з півниковими, які часто змінюють забарвлення, форму та симетрію квітки для кращого пристосування до запилення.
Найбільше різноманіття цих жуків наявне у Південній Африці, де мешкає до половини всіх відомих видів, зокрема чимало ендемічних.

## Таксономія та еволюція
Трибу зазвичай поділяють на 2 підтриби:
- Pachycnemina Laporte, 1840
- Hopliina Latreille, 1829

Загалом триба об'єднує майже 100 родів, хоча дві третини всіх видів належать до роду Hoplia.
Походження групи та її спорідненість з іншими групами пластинчастовусих лишається невизначеним. Філогенетичний аналіз 2011 року пропонує дві найімовірніші моделі, за однією з яких Hopliini близькі до спільного предка Dynastinae, Rutelinae та Cetoniinae, а за іншою є близькою до триби Macrodactylini в підродині Melolonthinae.